# Zippeíta
La zippeíta es un mineral de la clase de los minerales sulfatos, y dentro de esta pertenece al llamado “grupo de la zippeíta”. Fue descubierta en 1845 en los montes Metálicos, en la región de Karlovy Vary (República Checa), siendo nombrada así en honor de František X.M. Zippe, mineralogista austriaco. Un sinónimo poco usados es el de dauberita.

## Características químicas
Es un sulfato de uranilo hidroxilado e hidratado de potasio. Muchos de los especímenes que fueron etiquetados como zippeíta son en realidad natrozippeíta, el miembro con sodio del grupo, especialmente aquellos que procedían de yacimientos de rocas sedimentarias.

## Formación y yacimientos
Aparece como común en minas de uranio, siendo un mineral de formación secundaria, en parte post-minería, en yacimientos oxidados de uranio conteniendo sulfuros.
Suele encontrarse asociado a otros minerales como: uranopilita, zippeíta sódica, zippeíta niquélica, zippeíta mangánica, johannita, uranofano, schröckingerita o yeso.

## Usos
Es extraída de las minas como mena del estratégico uranio. Por su alta radiactividad debe ser manipulada y almacenada con los correspondientes protocolos de seguridad.